# 史蒂文·連
史蒂芬·連（英語：Steven Yeun，：／ Yeun Sang-yeop，1983年12月21日—），韓裔美國演員，出生於韓國首都漢城（今首爾），並在五歲時，與家人一同移居加拿大。中文圈因未先將英文名對照韓文羅馬拼音再翻譯為中文，而經常直接透過英文音譯將其姓氏錯翻為「元」（： Won），其正確姓氏應為「延」、「連」或「燕」。
在密歇根州长大的連在進修心理學專業時，也开始了他的演藝生涯。著名作品有在2010年萬聖節開播的高收視美劇《陰屍路》；入圍百想藝術大獎、大鐘獎、青龍電影獎、釜日電影獎、土星獎並奪得國家影評人協會、洛杉磯影評人協會以及多倫多影評人協會獎最佳男配角的《燃燒烈愛》；入圍美國演員工會獎、評論家選擇電影獎、獨立精神獎、衛星獎以及奧斯卡金像獎的《夢想之地》，連亦成為首位獲得奧斯卡最佳男主角獎提名的亞裔美國演員。

## 影視作品

### 電視
| 年份      | 名稱                                 | 角色                                      | 附註                                |
| --------- | ------------------------------------ | ----------------------------------------- | ----------------------------------- |
| 2010      | 《宅男行不行》                       | 賽巴斯汀（Sebastian）                     | 1集（第3季第22集）                  |
| 2010      | 《檸檬秀》（Lemons the Show）        | 亞洲男                                    | 2集                                 |
| 2010-2016 | 《陰屍路》                           | 李葛倫                                    | 主要演員（66集）                    |
| 2011      | 《法網遊龍：洛杉磯》                 | 蓮井謙（Ken Hasui）                       | 1集（第1季第15集）                  |
| 2011      | 《第十三號倉庫》                     | 吉布森·萊斯（Gibson Rice）                | 1集（第3季第6集）                   |
| 2012      | 《反恐也瘋狂》                       | 瑞奇·米克（Ricky Meeker）                 | 1集（第2季第1集）                   |
| 2012      | 《難上加難》（Harder Than it Looks） | 史蒂文                                    | 1集（第1季第8集）                   |
| 2013      | 《降世神通：珂拉傳說》               | 神通王恩（Avatar Wan）                    | 3集；配音                           |
| 2013      | 《拜金少男少女》                     | 馬丁（Martin）                            | 1集（試播集）                       |
| 2014      | 《歷史醉大黨》                       | 丹尼爾·井上                               | 1集（第2季第7集）                   |
| 2014      | 《美國老爹》                         | 查爾斯（Charles）                         | 1集（第9季第23集）                  |
| 2014      | 《喜劇大暴走》                       | 自己                                      | 1集（第3季第12集）                  |
| 2016-2018 | 《聖戰士：傳奇護衛》                 | 吉斯                                      | 主要配音（64集）                    |
| 2016-2018 | 《巨怪獵人：幽林傳說》               | 史蒂夫·帕爾丘克（Steve Palchuk）          | 主要配音（28集）                    |
| 2017-2018 | 《彈力男孩阿姆斯壯與彈力戰士》       | 翼展俠／內森·朴（Wingspan / Nathan Park） | 主要配音（24集）                    |
| 2017      | 《無限豪宅激戰》                     | 艾瑞克（Eric）                            | 1集（第3季第4集）                   |
| 2017      | 《機器雞》                           | 李葛倫／葛倫的寶寶                        | 1集（配音；《陰屍路》特集）         |
| 2018-2019 | 《太空終界》                         | 小卡托（Little Cato） 多個角色            | 主要配音（22集）                    |
| 2018-2019 | 《天外三俠：幽林傳說》               | 史蒂夫·帕爾丘克                           | 配音（19集）                        |
| 2019      | 《怪異之城》                         | 巴斯利（Barsley）                         | 1集（第1季第5集）                   |
| 2019      | 《重啟陰陽魔界》                     | 一名·旅人（A. Traveler）                  | 1集（第1季第4集）                   |
| 2019      | 《提姆·羅賓森：太超過囉！》          | 雅各（Jacob）                             | 1集（第1季第1集：你遇過這種事嗎？） |
| 2019      | 《與弩哥同騎》                       | 自己                                      | 1集（第3季第2集）                   |
| 2019-至今 | 《圖卡和柏蒂》                       | 斯貝克（Speckle）                         | 主要配音（9集）                     |
| 2020      | 《傳奇魔法師：幽林傳說》             | 史蒂夫·帕爾丘克                           | 配音（10集）                        |
| 2021      | 《無敵少俠》                         | 無敵少俠／馬克·葛瑞森                     | 主要配音                            |
| 2021      | 《巨怪獵人：泰坦的崛起》             | 史蒂夫·帕爾丘克                           | 配音                                |
| 2023      | 《怒呛人生》                         | 丹尼·周（Danny Cho）                      | 主要演员                            |

### 電影
| 年份 | 名稱                               | 角色                                    | 導演                                   | 附註             |
| ---- | ---------------------------------- | --------------------------------------- | -------------------------------------- | ---------------- |
| 2009 | 《卡莉檔案》（The Kari Files）     | 奇普（Chip）                            | 格雷格·格拉比安斯基（Greg Grabianski） | 短片             |
| 2009 | 《我的名字叫傑瑞》                 | 查茲（Chaz）                            | 摩根·米德（Morgan Mead）               |                  |
| 2010 | 《千禧轉大人》（Carpe Millennium） | 凱文（Kevin）                           | 艾瑞克·麥考伊（Eric McCoy）            | 短片             |
| 2010 | 《跳樓大拍賣》（Blowout Sale）     | 顧客                                    | 提摩西·肯朵（Timothy Kendall）         | 短片             |
| 2013 | 《墜機現場》（Crash Site）         | 麥斯（Max）                             | 傑森·史珀林（Jason Sperling）          | 短片             |
| 2014 | 《I型起源》                        | 肯尼（Kenny）                           | 邁克·卡希爾                            |                  |
| 2015 | 《像法國電影那樣》                 | 史蒂文                                  | 申淵植                                 |                  |
| 2017 | 《玉子》                           | K                                       | 奉俊昊                                 |                  |
| 2017 | 《去死吧！老闆》                   | 德瑞克·趙（Derek Cho）                  | 喬·林區                                |                  |
| 2017 | 《聖誕星》                         | 寶（Bo）                                | 提摩西‧瑞卡特                          | 配音             |
| 2018 | 《抱歉打擾你》                     | 史奎茲（Squeeze）                       | 布茲·雷利                              |                  |
| 2018 | 《燃燒烈愛》                       | 班（Ben）                               | 李滄東                                 | 以「連尙燁」演出 |
| 2019 | 《唱反調之人》（Naysayer）         | 伊恩（Ian）                             | 大衛·M·赫爾曼（David M. Helman）       | 短片             |
| 2020 | 《夢想之地》                       | 雅各·李（Jacob Yi）                     | 鄭李爍                                 |                  |
| 2021 | 《冷暖人性》                       | 理查（Richard）                         | 斯蒂芬·卡拉姆                          | 後期製作         |
| 2022 | 《不》                             | 瑞奇·「朱佩」·帕克（Ricky "Jupe" Park） | 喬登·皮爾                              |                  |
| 2025 | 《米奇17號》                       | 提莫（Timo）                            | 奉俊昊                                 |                  |

## 音樂作品

### 歌曲
| 年份   | 歌曲名稱                   | 備註                                        |
| 2016年 | FIRE（页面存档备份，存于） | JYP feat. 康納·歐布萊恩 & 史蒂文·連 &朴智敏 |

### 音樂錄影帶
| 年份   | 歌曲名稱                   | 歌手                                        | 備註                     |
| 2016年 | FIRE（页面存档备份，存于） | JYP feat. 康納·歐布萊恩 & 史蒂文·連 &朴智敏 | TWICE & Wonder Girls參與 |

## 外部連結
- 史蒂文·連在互联网电影资料库（IMDb）上的資料（英文）
- 史蒂文·連的Instagram帳戶
- 史蒂文·連的X（前Twitter）
- 史蒂文·連的Facebook專頁